# Hemorrhois ravergieri
Hemorrhois ravergieri är en ormart som beskrevs av Édouard Ménétries 1832. Hemorrhois ravergieri ingår i släktet Hemorrhois och familjen snokar. Inga underarter finns listade i Catalogue of Life.
Denna orm förekommer i sydöstra Europa och fram till Centralasien. Utbredningsområdet sträcker sig från ön Kos i Grekland över Turkiet, Mellanöstern och regionen kring Kaukasus till Pakistan, västra Kina och Mongoliet.
Arten är uppkallad efter en man som 1832 var Frankrikes ambassadör i Ryssland.